# Cetatea Kirkel

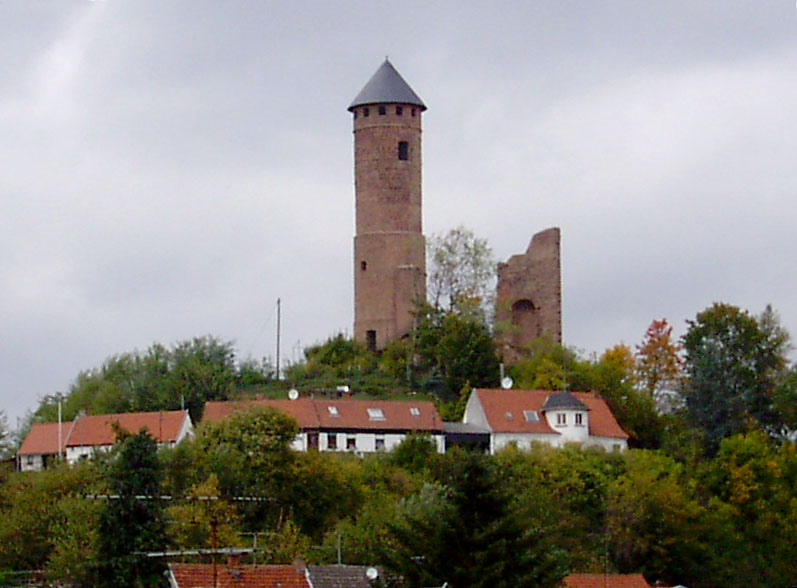
Ruina cetății Kirkel

Cetatea Kirkel (germană Burg Kirkel) este o cetate ruină medievală, aflată în landul Saarland, Germania. Astăzi cetatea este un punct de atracție turistică, fiind simbolul districtului Kirkel-Neuhäusel al comunei Kirkel.

## Amplasare
Cetatea se află la 307 m deasupra nivelului mării. Râul cel mai apropiat este Blies, la circa 5 km spre est.

## Istoric

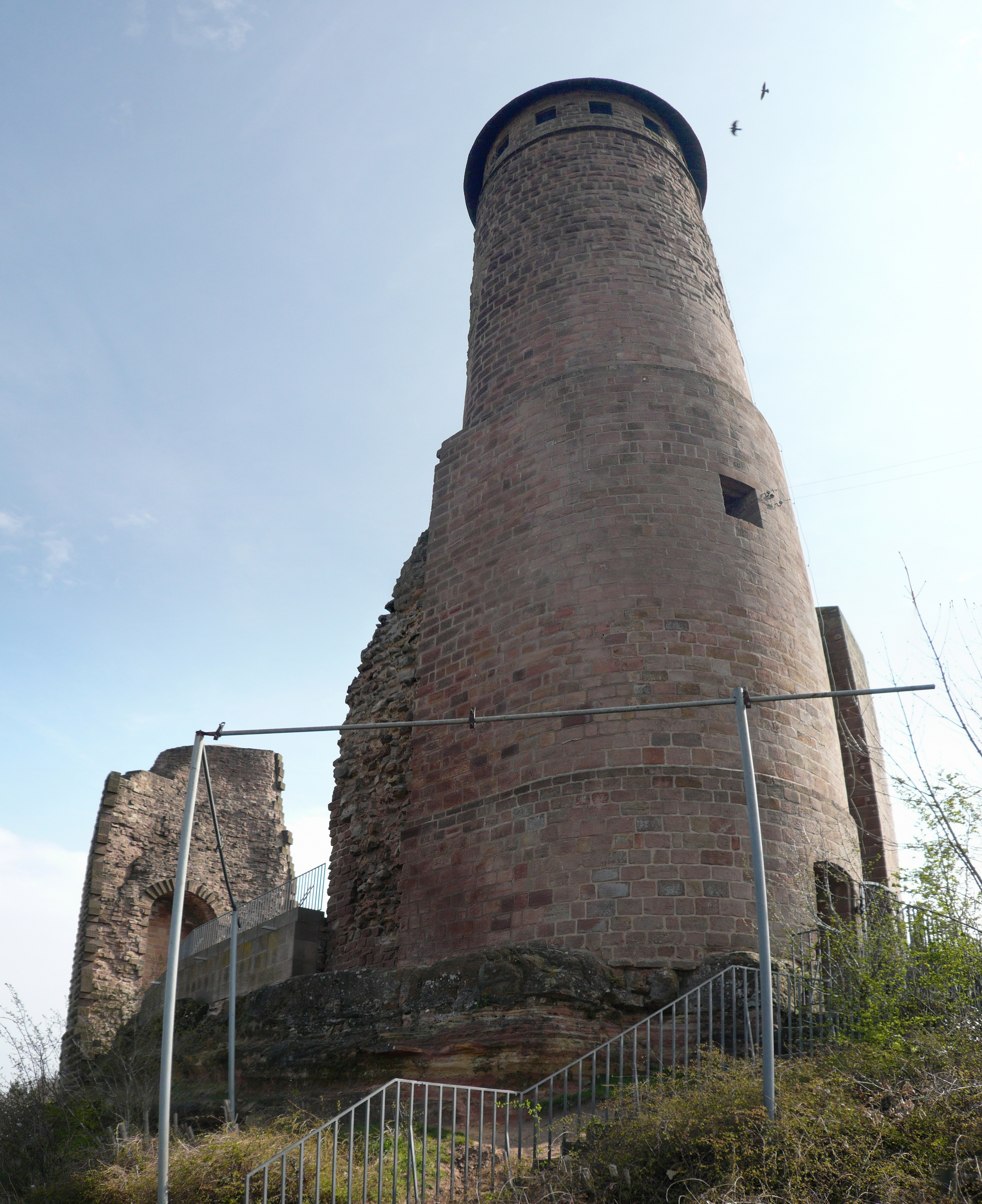
Cetatea Kirkel

În anul 1075 apare prima menționare a grafului Gottfried de Kirkel. La începutul secolului al XII-lea cetatea intră în posesia Conților de Saarwerden. Între 1214-1386 e stăpânită de seniorii de Siersberg ca un domeniu feudal. Johann von Siersberg moștenește prin căsătorie Kirkel, devenind proprietarul funciar a cetății Kirkel. În secolul al XIII-lea urmează construcția micului turn și a împrejurimilor iar în secolul al XV-lea apare satul Kirkel.
Între anii 1410-1689 cetatea a fost proprietatea ducilor de Palatinat-Zweibrücken. Din 1580 până în 1596 are loc reconstrucția cetății în timpul lui ducelui Johann I. (1550-1604). În 1635 a fost grav avariată de un incendiu și reconstruită. În 1677 a fost iarăși distrusă în urma celui de-al Treilea Război Olandez (1672-1678). 1689 are loc următoarea distrugere prin Războiul Marii Alianțe (1688-1697).
În 1955 urmează reconstrucția turnului. Săpăturile arheologice au adus dovezi exacte despre aspectul original al cetății.

## În prezent
Ruina este astăzi punct turistic și panoramă. Din 1994 aici există un centru de cercetare arheologică.

## Literatur
- Jürgen Keddigkeit, Ulrich Burkhart (Hrsg.): Rolf Übel: Pfälzisches Burgenlexikon. Band 3: I-N. Institut für pfälzische Geschichte und Volkskunde Kaiserslautern, Kaiserslautern 2005, ISBN: 3-927754-51-4, S. 143–158.
- Literatur über die Burg Kirkel in der Saarländischen Bibliographie